# كارول إي. بارنت
كارول إي. بارنت (بالإنجليزية: Carol E Barnett)‏ هي ملحنة أمريكية، ولدت في 23 مايو 1949 في دوبوك في الولايات المتحدة.

## وصلات خارجية
- كارول إي. بارنت على موقع ميوزك برينز (الإنجليزية)
- كارول إي. بارنت على موقع ديسكوغز (الإنجليزية)